# Parroquia Sagrado Corazón de Jesús
La Parroquia Sagrado Corazón de Jesús, también conocida como la Iglesia de Piedra, es un destacado templo católico de Armenia, Colombia. Diseñada por el arquitecto italiano Albano Germanetti y construida en 1939 por el ingeniero quindiano Carlos Augusto Agudelo, esta iglesia es la más grande de la ciudad y una joya de su patrimonio arquitectónico.
El nombre de "Iglesia de Piedra" proviene de sus muros, en su mayoría edificados con piedras traídas desde el Río Quindío por los devotos de la parroquia, quienes las llevaron hasta el lugar de construcción, en la Carrera 21, entre las calles 19 y 20. En 1989, con motivo de su cincuentenario, el edificio fue elevado a la categoría de santuario.